# فريدريك أندريه بيوركان
فريدريك أندريه بيوركان (مواليد 21 أغسطس 1998) هو لاعب كرة قدم نرويجي يلعب في مركز الظهير الأيسر في نادي فاينورد.

## روابط خارجية
- فريدريك أندريه بيوركان على موقع الاتحاد الأوربي (الإنجليزية)
- فريدريك أندريه بيوركان على موقع اتحاد النرويج (النرويجية)
- فريدريك أندريه بيوركان على موقع قاعدة بيانات كرة القدم.إي يو (الإنجليزية)
- فريدريك أندريه بيوركان على موقع ناشيونال فوتبول تيمز (الإنجليزية)
- فريدريك أندريه بيوركان على موقع Soccerway.com (الإنجليزية)
- فريدريك أندريه بيوركان على موقع عالم كرة القدم.نت (الإنجليزية)